# Micro Magic
Micro Magic es una clase de embarcación a vela dirigida por radiocontrol. Se trata de un modelo a escala de un yate de regatas internacional introducido en 1998 y fabricado por la empresa Graupner en Alemania.

## Dimensiones
- Eslora: 53 cm
- Manga: 18 cm
- Lastre: 350 gr
- Superficie vélica: 1550 cm²
- Peso: 980 gr
- Altura: 98 cm

## Características
Se trata de un modelo de aproximadamente la mitad de tamaño que los de la clase International One Metre (IOM) en todos sus detalles. Es muy económico y fácil de transportar.

## Campeonato de Europa
El campeonato de Europa de 2012 se disputó en Altea (Alicante), España, el 5, 6 y 7 de octubre de 2012, organizado por el Club Náutico de Altea.

## Enlaces
- Micro Magic International
- Web oficial de la clase en España
- Web oficial de la clase en Estados Unidos

- Datos: Q6013150